# Juan Carlos Gea
Juan Carlos Gea Martín (Albacete, 22 de enero de 1964) es un escritor, poeta y periodista español especializado en temas de arte.

## Biografía
Juan Carlos Gea comienza a escribir y publicar poesía a principios de la década de 1980, colaborando en revistas literarias como Barcarola y de información general, como La Seda. En esta época hace también sus primeras colaboraciones en emisoras locales: Radio Albacete-SER, Antena 3 Radio o COPE Albacete. Entre 1983 y 1989 estudia Filosofía en la Universidad de Valencia. Su primer libro, Trampa para niebla, publicado por Ediciones de la Diputación de Albacete, aparece en 1990, inaugurando la colección "La joven poesía".
En 1993 se instala de manera permanente en Gijón (Asturias). Desde entonces colabora en diversos medios de comunicación asturianos, como el diario La Nueva España, donde permanece entre 1994 y 2014 se especializa en información cultural y artística y escribe durante diez años la columna diaria "Por Gijón". Desde 2007 diversifica su actividad en el ámbito del periodismo freelance y la publicidad. A partir de mayo de 2011 comienza a colaborar en el diario La Voz de Asturias, con la columna "Blues de popa" y una página semanal dedicada a la actualidad del arte asturiano. Desde mediados de octubre de 2011 y hasta la clausura del diario, el 19 de abril de 2012, coordina hasta su número 57 el suplemento cultural El Cuaderno, en el cual colabora regularmente y de cuyo consejo de redacción sigue formando parte en la actualidad. A partir de diciembre de 2013 trabaja como redactor en el diario digital Asturias24, reconvertido en 2016 en La Voz de Asturias tras la compra de la cabecera histórica por la corporación La Voz de Galicia. Desde agosto de 2019 desempeña tareas de asesoría para la Alcaldía de Gijón.
En 2005 publica en Trea El Temblor: Sábado de Santos 1755, un largo poema polifónico que reflexiona sobre el mal y la función de la poesía a partir del hecho histórico del terremoto de Lisboa de 1755. Su siguiente libro de poesía, Occidente (Trea, 2008), también una larga pieza unitaria, construye una alegoría sobre el actual momento histórico y el sentido general de la historia utilizando como referencia distintos panoramas de la ciudad de Gijón, hechos como la guerra de Irak y referencias literarias como el poema de Gilgamesh y filosóficas, como la obra de Walter Benjamin. El mismo año publica la plaquette "Rompehielos" en la colección de cuadernos poéticos "Entregas a cuenta", de Trea. Su obra poética ha sido publicada en revistas como "Barcarola", "Arrecife", "Letras Libres" o "La siesta del lobo" y aparece en la "Antología poética de autores albaceteños" (Diputación de Albacete, 1993), de José Manuel Martínez Cano; "Mar Interior: poetas de Castilla-La Mancha" (Junta de Comunidades de Castilla-La Mancha, 2002), de Miguel Casado, y "El peligro y el sueño: la escuela poética de Albacete: 2000-2016" (Celya, 2016), de Andrés Cerdán. 
A partir de finales de la década de 1990 publica cerca de 70 escritos sobre arte y artistas para catálogos entre los que destacan una amplia serie de publicaciones dedicadas al pintor gijonés Aurelio Suárez en colaboración con su hijo, Gonzalo Suárez Pomeda, y cuya culminación es el volumen "Aureliopedia" (2014). Entre los artistas para los que ha escrito textos se encuentran también Luis Gordillo, Rafael Canogar, Luis Feito, Dionisio González o Pelayo Ortega, así como para la mayor parte de artistas asturianos o radicados en Asturias de las dos últimas generaciones, con destino a catálogos publicados por la totalidad de las galerías asturianas e instituciones como el Museo de Bellas Artes de Asturias, el Museo Juan Barjola, LABoral Centro de Arte y Creación industrial, Museo Antón de Candás o Valey Centro Cultural de Castrillón, entre otros. Escribe también varios textos en torno a su ciudad de adopción que culminan con Viajero en Gijón (Trea, 2010), libro realizado conjuntamente con el fotógrafo Carlos Casariego.
En otra vertiente de su trabajo, a partir de 2007 frecuenta colaboraciones en publicaciones institucionales para el Ayuntamiento de Gijón o la Junta General del Principado de Asturias, o corporativas para empresas como Procoin, muchas de ellas en colaboración con el diseñador gráfico Juan Jareño, y trabajos publicitarios para empresas como Cyan o Paco Currás. 
Es autor, asimismo, de la biografía divulgativa Jovellanos, o la virtud del ciudadano, publicado por Trea con ocasión del bicentenario de la muerte del ilustrado gijonés Gaspar Melchor de Jovellanos.

## Obra

### Poesía
- Trampa para niebla, Albacete: Ediciones de la Diputación de Albacete (Colección "La joven poesía"), 1990.
- El temblor: Sábado de Santos de 1755, Gijón: Trea, 2005.
- Occidente, Gijón: Trea, 2008.
- Rompehielos (plaquette), Gijón: Trea, 2008.

### Otros
- Gijón, con mirada oriental/Gijón, with eastern glance (en colaboración con Yip Kam Tim), Madrid: Trea/CPF, 2005 (edición bilingüe).
- Cafe Dindurra (con Jaime Poncela y Luis Argüelles), Gijón: Trea, 2006.
- "Flâneur con causa o Tokyo refundado" (texto en el catálogo Ken-ichiro Suzuki: nowhere in Tokyo), Oviedo: Servicio de Publicaciones del Principado de Asturias, 2006.
- El fulgor de lo trivial (catálogo de la exposición "Arte y vida cotidiana"), Oviedo: Sociedad Anónima Tudela Veguín, 2007.
- "Versiones locales del paraíso" (epílogo a Natural de Gijón. Parques, jardines y espacios verdes municipales), Ayuntamiento de Gijón, 2008.
- 25 años, 25 palabras (en colaboración con Marcos Morilla y Cyan Diseño [Juan Jareño]), Procoin Grupo Empresarial, 2008.
- Proasur. Ideas3 (en colaboración con Cyan Diseño [Juan Jareño]), Gijón: Proasur Diseño y Escenografía, 2009.
- Viajero en Gijón (en colaboración con el fotógrafo Carlos Casariego), Gijón: Trea, 2010.
- Jovellanos, o la virtud del ciudadano, Gijón: Trea/Ayuntamiento de Gijón/La Voz de Asturias, 2011.